# Sirimongkhon Jitbanjong
Sirimongkhon Jitbanjong (tiếng Thái: ศิริมงคล จิตบรรจง, sinh ngày 8 tháng 8 năm 1997) là một cầu thủ bóng đá người Thái Lan thi đấu ở vị trí tiền vệ tấn công và Tiền đạo cho câu lạc bộ Giải bóng đá Ngoại hạng Thái Lan Suphanburi.

## Sự nghiệp quốc tế
Anh cũng đại diện cho đội tuyển U-19 quốc gia Thái Lan ở Vòng loại Giải vô địch bóng đá U-19 châu Á 2016.